# 3sat
«3 Зат» («3sat») — германо-австро-швейцарская телепрограмма, совместная телепрограмма организаций всех немецких земель (с 1 декабря 1993 года),  Второго германского телевидения, Австрийским радио и Швейцарским обществом радиовещания и телевидения, координируемая Вторым германским телевидением. 
Вещает на немецком языке (в зависимости от производителя той или иной передачи либо на «высоком немецком», либо на австрийском варианте немецкого языка) и обращён в первую очередь к аудитории в Германии, Австрии и Швейцарии (основных стран немецкоязычного мира).
3sat был создан для трансляции культурных программ, первоначально со спутника. Канал был основан как совместный телеканал немецкого ZDF, австрийского ORF и швейцарского SRG SSR. 3sat начал вещание 1 декабря 1984 года. Во главе совместного проекта стоит ZDF, хотя решения принимаются на основе консенсуса среди всех партнёров.
Когда в 1990 году, DFF, телерадиовещатель из Германской Демократической Республики, стал четвёртым членом проекта, рассматривалась возможность смены названия канала на «4sat», но в конце концов было принято решение сохранить оригинальное имя «3sat». Членство DFF прекратилось 31 декабря 1991 года, поскольку в соответствии с Договором об объединении Германии DFF просто перестала существовать.
1 декабря 1993 года в качестве члена к проекту присоединился ARD.
3sat транслируется 24 часа в сутки, 7 дней в неделю. Канал доступен со спутника (c европейской спутниковой группировки «Astra» в позиции 19,2° в.д.), на кабельном телевидении, а в Австрии и Германии и в цифровом эфире.
С 2003 года канал могут смотреть 40 миллионов домашних хозяйств (семей) в Германии, Австрии и Швейцарии и 85,5 миллионов семей в Европе.